# Paul Yoder
Paul Van Buskirk Yoder (* 8. Oktober 1908 in Tacoma, Washington; † 4. April 1990 in Hendersonville, North Carolina) war ein US-amerikanischer Komponist, Professor, Dirigent und Schlagzeuger.
Während seiner Studien an der University of North Dakota spielte Yoder als Schlagzeuger in Salon-Orchestern. 1930 graduierte er an der Universität von Nord-Dakota zum Bachelor of Arts. Anschließend war er Musiklehrer an öffentlichen Schulen in Aurora (Illinois) und in Evansville (Indiana) bis 1936. Seine bereits damals fundierten Kompositionen für Schulorchester brachten ihm einen hohen Bekanntheitsgrad in den gesamten Vereinigten Staaten von Amerika ein. Er wechselte seinen Wohnsitz nach Chicago und betätigte sich dort eine Zeit lang als freischaffender Komponist für eine große Anzahl von Musikverlagen.
Nebenher vervollständigte Yoder seine Studien an der Northwestern University in Evanston (Illinois) und graduierte zum Master of Arts. Während des Zweiten Weltkriegs war er Mitglied der Blasorchester von Fort Slocum und Fort Hamiltin. Nach dem Zweiten Weltkrieg komponierte er die Mountain Majesty Overture. 1958 promovierte er an der Universität von North Dakota. 1963 bis 1964 war er Vorsitzender der A.B.A. (American Bandmasters Association) und er war auch der Initiator und eifrigste Verfechten der Einrichtung eines A.B.A. Band Research Centers an der University of Maryland. Ebenso war er Gründer des Journal of Band Research, dass durch die Iowa State University herausgegeben wird.
Von 1974 bis 1982 war Yoder Dozent an der Musik-Fakultät der Troy State University in Troy (Alabama). Ferner trat er als Gast-Professor auf an Universitäten in Japan, Kanada, Großbritannien, Niederlande, Südkorea und an diversen Universitäten in den Vereinigten Staaten. Sein Œuvre umfasst mehr als 1500 Werke, die allesamt gedruckt wurden.

## Werke

### Werke für Blasorchester (Auswahl)
- 1947 Mountain Majesty Overture
- 1964 Barcelona
- 1966 Pachinko
- 1968 Expo ’70
- 1968 Tin Pan Gallery
- 1970 Spiritual Rhapsody
- 1971 Tokyo Tower
- 1972 Bands Around the World
- 1974 The Gandy Dancers
- 1977 Avalanche
- 1977 Camp Meeting
- 1977 Dance Americana
- 1982 American West
- 1985 Blues Americana
- Alpha and Omega
- American Pioneer
- Anacapri
- Arabian Night
- Drumbeat Jamboree
- Dutch Treat
- Easy does it
- Elbow Room
- Glass Slipper
- Gypsy Princess
- Harvest Home Overture
- Highlights from Camelot
- Holland Brass
- Hurricane!
- La Fonda
- Mantilla
- Midnight Sun
- Relax
- Rumbalita
- Rust Street Tarantella
- Southern Cross
- Swing Bolero
- Westward Ho!

| Personendaten    | Personendaten                             |
| ---------------- | ----------------------------------------- |
| NAME             | Yoder, Paul                               |
| ALTERNATIVNAMEN  | Van Buskirk Yoder, Paul                   |
| KURZBESCHREIBUNG | US-amerikanischer Komponist und Professor |
| GEBURTSDATUM     | 8. Oktober 1908                           |
| GEBURTSORT       | Tacoma, Washington                        |
| STERBEDATUM      | 4. April 1990                             |
| STERBEORT        | Hendersonville, North Carolina            |